# 2015년 일본 프로 야구 올스타전
2015년 일본 프로 야구 올스타전은 2015년 7월 17일과 7월 18일에 열린 일본 프로 야구의 올스타전 경기이다.

## 개요
2008년부터 계속된 마쓰다의 특별 협찬을 받아 ‘마쓰다 올스타 게임 2015’(マツダオールスターゲーム2015)라는 이름으로 개최됐다. 작년과 마찬가지로 두 차례의 경기가 열렸다.

## 일정
- 1차전 : 7월 17일

도쿄 돔(19시에 시작)
- 2차전 : 7월 18일

MAZDA Zoom-Zoom 스타디움 히로시마(18시 30분에 시작)
1. 2015년도에는 2경기 모두 센트럴 리그 홈 경기로 치러졌으며 덕아웃은 1루 쪽(퍼시픽 리그는 3루쪽이며 원정팀으로 취급)을 사용했다. 전 경기가 센트럴 리그의 홈 경기로 취급된 것은 1984년(1차전 : 고라쿠엔 구장, 2차전 : 한신 고시엔 구장, 3차전 : 나고야 구장) 이래 31년 만이다.
2. 2차전은 우천으로 인한 예비일로서 7월 19일(14시에 시작, 17일과 18일 모두 우천으로 취소될 경우에는 중단[2])에 치러질 예정이었다.

## 특별 행사
- 홈런 더비

양대 리그에서 선발된 두 사람에 의한 토너먼트 방식이다. 출장 선수는 각 경기마다 정하지만 2차전에 대해서는 7월 3일부터 7월 8일에 팬 투표(단, 조건으로 금년 대회에 출전하는 한편 2015년 7월 2일까지 7개 홈런 이상, 또는 2014년도에 15개 이상의 홈런을 기록한 선수에게 한정됨. 득표수가 같거나 가장 많이 득표를 얻은 경우에는 2015년 7월 2일 시점에서 홈런 수가 많은 선수를 상위로 간주)를 실시한다.
- 야구 전당 헌액식(1차전 시작 전)

참석자 : 후루타 아쓰야(경기자 헌액), 하야시 가즈오(특별 헌액, 고인을 위해 유가족이 대리 참석)
※하야시 가즈오와 함께 특별 헌액된 무라야마 료헤이에 대해서는 제97회 전국 고등학교 야구 선수권 대회에서의 기간 중에 별도로 헌액식을 가졌다.

## 출장 선수
| - 굵은 글씨 : 팬 투표에 의한 출장 - ※ : 선수간 투표에 의한 출장 - ▲ : 출장 사퇴 선수 발생에 의한 보충 선수 - 그 외에는 감독 추천에 의한 출장 |

| 센트럴 리그 | 센트럴 리그        | 센트럴 리그 | 센트럴 리그 |
| ----------- | ------------------ | ----------- | ----------- |
| 감독        | 하라 다쓰노리      | 요미우리    |             |
| 코치        | 와다 유타카        | 한신        |             |
| 코치        | 오가타 고이치      | 히로시마    |             |
| 선발 투수   | 구로다 히로키※     | 히로시마    | 5           |
| 중간 계투   | 야마구치 데쓰야    | 요미우리    | 5           |
| 마무리 투수 | 야마사키 야스아키  | DeNA        | 첫 출장     |
| 투수        | 스가노 도모유키    | 요미우리    | 3           |
| 투수        | 다카기 하야토      | 요미우리    | 첫 출장     |
| 투수        | 후지나미 신타로    | 한신        | 3           |
| 투수        | 오승환             | 한신        | 첫 출장     |
| 투수        | 마에다 겐타        | 히로시마    | 5           |
| 투수        | 오노 유다이        | 주니치      | 2           |
| 투수        | 다나카 겐지로      | DeNA        | 첫 출장     |
| 투수        | T. 바넷            | 야쿠르트    | 2           |
| 포수        | 아이자와 쓰바사    | 히로시마    | 첫 출장     |
| 포수        | 아베 신노스케※     | 요미우리    | 12          |
| 포수        | 나카무라 유헤이    | 야쿠르트    | 2           |
| 1루수       | 아라이 다카히로    | 히로시마    | 6           |
| 1루수       | J. 로페즈※         | DeNA        | 첫 출장     |
| 2루수       | 기쿠치 료스케※     | 히로시마    | 2           |
| 3루수       | 가와바타 신고※     | 야쿠르트    | 첫 출장     |
| 유격수      | 도리타니 다카시※   | 한신        | 6           |
| 내야수      | 다나카 고스케      | 히로시마    | 첫 출장     |
| 내야수      | H. 루나            | 주니치      | 2(1)        |
| 내야수      | 야마다 데쓰토      | 야쿠르트    | 2           |
| 외야수      | 쓰쓰고 요시토모※   | DeNA        | 첫 출장     |
| 외야수      | 마루 요시히로      | 히로시마    | 3           |
| 외야수      | 가지타니 다카유키※ | DeNA        | 첫 출장     |
| 외야수      | 유헤이※            | 야쿠르트    | 2           |
| 외야수      | 스즈키 다카히로    | 요미우리    | 첫 출장     |
| 외야수      | 히라타 료스케      | 주니치      | 첫 출장     |

| 퍼시픽 리그 | 퍼시픽 리그      | 퍼시픽 리그 | 퍼시픽 리그 |
| ----------- | ---------------- | ----------- | ----------- |
| 감독        | 구도 기미야스    | 소프트뱅크  |             |
| 코치        | 후쿠라 준이치    | 오릭스      |             |
| 코치        | 구리야마 히데키  | 닛폰햄      |             |
| 선발 투수   | 오타니 쇼헤이※   | 닛폰햄      | 3           |
| 중간 계투   | E. 바리오스      | 소프트뱅크  | 첫 출장     |
| 마무리 투수 | 마쓰이 유키      | 라쿠텐      | 첫 출장     |
| 투수        | 다케다 쇼타      | 소프트뱅크  | 첫 출장     |
| 투수        | 니시 유키        | 오릭스      | 3           |
| 투수        | B. 딕슨          | 오릭스      | 첫 출장     |
| 투수        | 미야니시 나오키  | 닛폰햄      | 첫 출장     |
| 투수        | 요시카와 미쓰오  | 닛폰햄      | 3           |
| 투수        | 와쿠이 히데아키  | 지바 롯데   | 5           |
| 투수        | 마스다 다쓰시    | 세이부      | 첫 출장     |
| 투수        | 도가메 겐        | 세이부      | 첫 출장     |
| 투수        | 다카하시 도모미  | 세이부      | 첫 출장     |
| 투수        | 모리 유이토▲     | 소프트뱅크  | 첫 출장     |
| 포수        | 시마 모토히로※   | 라쿠텐      | 7           |
| 포수        | 스미타니 긴지로  | 세이부      | 2           |
| 1루수       | 나카타 쇼※       | 닛폰햄      | 5           |
| 2루수       | 아사무라 히데토※ | 세이부      | 3           |
| 3루수       | 나카무라 다케야※ | 세이부      | 7(1)        |
| 유격수      | 이마미야 겐타※   | 소프트뱅크  | 2           |
| 내야수      | 마쓰다 노부히로  | 소프트뱅크  | 5(1)        |
| 내야수      | 나카시마 다쿠야  | 닛폰햄      | 첫 출장     |
| 내야수      | L. 크루스        | 지바 롯데   | 첫 출장     |
| 외야수      | 야나기타 유키※   | 소프트뱅크  | 2           |
| 외야수      | 아키야마 쇼고※   | 세이부      | 첫 출장     |
| 외야수      | 이토이 요시오    | 오릭스      | 7           |
| 외야수      | 기요타 이쿠히로※ | 지바 롯데   | 첫 출장     |
| 외야수      | 가쿠나카 가쓰야  | 지바 롯데   | 2           |
| 외야수      | 마쓰이 가즈오    | 라쿠텐      | 9           |
| 지명타자    | 모리 도모야※     | 세이부      | 첫 출장     |

- 숫자는 출장 횟수를 뜻하며 괄호 안에 있는 숫자는 상기 횟수 가운데 부상 때문에 출전하지 못한 횟수.

1. ↑  오른쪽 견관절 주위염에 의한 부상 때문에 출전을 포기했으며 바리오스를 대체할 선수로서 모리 유이토가 출장했다.

더욱이 사퇴한 선수는 부상 여부에 상관 없이 야구 협약 86조에 의해 올스타전 종료 후 후반기 시작 시점부터 10경기 동안 선수 등록이 불가능하다.

## 올스타전 경기 결과

### 1차전

#### 스코어
| 팀 | 1 | 2 | 3 | 4 | 5 | 6 | 7 | 8 | 9 | R | H  | E |
| 퍼시픽 | 0 | 0 | 4 | 0 | 0 | 0 | 0 | 0 | 2 | 6 | 7  | 1 |
| 센트럴 | 0 | 1 | 1 | 0 | 2 | 3 | 0 | 1 | X | 8 | 16 | 0 |
| 승리 투수: 후지나미 신타로(한신) 패전 투수: 와쿠이 히데아키(지바 롯데) 홈런: 퍼시픽 – 기요타 이쿠히로(지바 롯데·3회 3점) 센트럴 – 아베 신노스케(요미우리·6회 1점) |   |   |   |   |   |   |   |   |   |   |    |   |

#### 출장 선수
| 퍼시픽 | 퍼시픽 | 퍼시픽          |
| 타순   | 수비   | 선수            |
| ------ | ------ | --------------- |
| 1      | (중)   | 아키야마 쇼고   |
| 2      | (우)   | 기요타 이쿠히로 |
| 3      | (지)   | 모리 도모야     |
| 4      | (三)   | 나카무라 다케야 |
| 5      | (一)   | 나카타 쇼       |
| 6      | (二)   | 아사무라 히데토 |
| 7      | (좌)   | 가쿠나카 가쓰야 |
| 8      | (유)   | 이마미야 겐타   |
| 9      | (포)   | 시마 모토히로   |
|        | (투)   | 오타니 쇼헤이   |

| 센트럴 | 센트럴 | 센트럴            |
| 타순   | 수비   | 선수              |
| ------ | ------ | ----------------- |
| 1      | (중)   | 가지타니 다카유키 |
| 2      | (유)   | 도리타니 다카시   |
| 3      | (二)   | 야마다 데쓰토     |
| 4      | (좌)   | 쓰쓰고 요시토모   |
| 5      | (지)   | 아베 신노스케     |
| 6      | (一)   | J. 로페즈         |
| 7      | (우)   | 히라타 료스케     |
| 8      | (三)   | 가와바타 신고     |
| 9      | (포)   | 나카무라 유헤이   |
|        | (투)   | 스가노 도모유키   |

#### 수상 선수
MVP
- 후지나미 신타로(한신)

3이닝을 무안타 무볼넷의 호투를 보여줬음. 투수의 MVP 수상은 2013년 1차전에서 사와무라 히로카즈(요미우리) 이래 2년 만의 수상이며 한신 투수에 의한 MVP 수상은 1971년 1차전에서 에나쓰 유타카(9자 연속 탈삼진) 이래 44년 만의 일이다.
감투 선수상
- 아베 신노스케(요미우리)

6회에 결승점이 되는 결승 솔로 홈런을 날렸다.
- 호세 셀레스티노 로페스(DeNA)

선취득점이 되는 적시타를 포함한 2안타 1타점의 활약을 보여줬다.
- 기요타 이쿠히로(지바 롯데)

3회에 역전타가 되는 3점 홈런을 날렸다.

### 2차전

#### 스코어
| 팀 | 1 | 2 | 3 | 4 | 5 | 6 | 7 | 8 | 9 | R | H  | E |
| 퍼시픽 | 0 | 0 | 0 | 0 | 1 | 2 | 0 | 0 | 0 | 3 | 9  | 2 |
| 센트럴 | 0 | 0 | 1 | 3 | 3 | 0 | 0 | 1 | X | 8 | 11 | 0 |
| 승리 투수: 마에다 겐타(히로시마) 패전 투수: 브랜든 딕슨(오릭스) 홈런: 퍼시픽 – 아키야마 쇼고(세이부·5회 1점), 모리 도모야(세이부·6회 2점) 센트럴 – 아이자와 쓰바사(히로시마·3회 1점), 히라타 료스케(주니치·8회 1점) |   |   |   |   |   |   |   |   |   |   |    |   |

#### 출장 선수
| 퍼시픽 | 퍼시픽 | 퍼시픽          |
| 타순   | 수비   | 선수            |
| ------ | ------ | --------------- |
| 1      | (좌)   | 아키야마 쇼고   |
| 2      | (二)   | L. 크루스       |
| 3      | (중)   | 야나기타 유키   |
| 4      | (一)   | 나카타 쇼       |
| 5      | (三)   | 나카무라 다케야 |
| 6      | (지)   | 이토이 요시오   |
| 7      | (우)   | 마쓰이 가즈오   |
| 8      | (유)   | 나카시마 다쿠야 |
| 9      | (포)   | 스미타니 긴지로 |
|        | (투)   | 요시카와 미쓰오 |

| 센트럴 | 센트럴 | 센트럴            |
| 타순   | 수비   | 선수              |
| ------ | ------ | ----------------- |
| 1      | (좌)   | 마루 요시히로     |
| 2      | (二)   | 기쿠치 료스케     |
| 3      | (三)   | H. 루나           |
| 4      | (지)   | 쓰쓰고 요시토모   |
| 5      | (一)   | 아라이 다카히로   |
| 6      | (중)   | 가지타니 다카유키 |
| 7      | (우)   | 유헤이            |
| 8      | (유)   | 다나카 고스케     |
| 9      | (포)   | 아이자와 쓰바사   |
|        | (투)   | 구로다 히로키     |

#### 수상 선수
MVP
- 아이자와 쓰바사(히로시마)

3회에 딕슨으로부터 선제 솔로 홈런을 날렸다. 히로시마 선수의 MVP 수상은 전년도 2014년 1차전에서 브래드 엘드레드에 이은 2년 연속 수상이다. 또 히로시마 포수로서의 MVP 수상은 사상 최초이다(포수로서의 MVP는 2010년 1차전에서의 아베 신노스케(요미우리) 이래 5년 만의 수상).
감투 선수상
- 아라이 다카히로(히로시마)
- 가지타니 다카유키(DeNA)
- 모리 도모야(세이부)

1987년 3차전에서 기요하라 가즈히로(당시 세이부) 이래 28년 만이자, 역대 두 번째가 되는 10대 선수에 의한 올스타전에서의 홈런을 날리는 등의 활약을 보여줬다.
Be a driver.상
- 다나카 고스케(히로시마)

히로시마 선수에 의한 마쓰다상 수상은 2009년에 아카마쓰 마사토 이래 6년 만이다.